# Nowy świat
Nowy świat – ogólnoświatowa seria kongresów (dużych spotkań religijnych) zorganizowanych przez Świadków Jehowy w roku 1942. Liczba obecnych wyniosła 156 424, a 4992 osoby ochrzczono.

## Kongres w Cleveland
Chociaż z powodu trwającej II wojny światowej żywność i paliwo było racjonowane, na początku marca 1942 roku ogłoszono, że w dniach od 18 do 20 września odbędą się „teokratyczne zgromadzenia” pod hasłem „Nowy świat”. Chcąc ułatwić podróżowanie uczestnikom kongresów, w całych Stanach Zjednoczonych wybrano 52 miasta, w których zorganizowano zgromadzenia. Zostały one połączono telefonicznie z Cleveland w stanie Ohio – głównym miastem kongresowym. W tym samym czasie zorganizowano również kongresy w 33 innych miejscach w Ameryce Północnej i Południowej, Europie, Afryce, Australii i na Hawajach. Było to pierwsze zgromadzenie z jednym ogólnoświatowym hasłem kongresowym. W czasie przerwy serwowano również posiłki.
W kongresie w Cleveland uczestniczyło 26 tysięcy osób, a we wszystkich zgromadzeniach w samych tylko Stanach Zjednoczonych – 129 699 osób, natomiast liczba głosicieli na całym świecie wynosiła wtedy około 106 tysięcy. Na kongresie w Cleveland ochrzczono 459 osób, a ogółem na zgromadzeniach w Stanach Zjednoczonych ochrzczono 3548 osób.

## Ważne punkty programu
- Wykład publiczny: Pokój – czy może być trwały?[6]

Nathan H. Knorr na podstawie proroctwa z Księgi Objawienia 17:8 w wykładzie publicznym wyjaśnił, że II wojna światowa nie przeobrazi się w bitwę Armagedonu, ale że się skończy i na jakiś czas zapanuje pokój. Czas ten trzeba będzie wykorzystać na rozwinięcie działalności kaznodziejskiej Świadków Jehowy na całym świecie. Wykład ten przyczynił się do nadania rozmachu ogólnoświatowej działalności kaznodziejskiej i do utworzenia Biblijnej Szkoły Strażnicy – Gilead. Wykład był transmitowany przez rozgłośnię WBBR.
Przygotowanie do rozwoju działalności omówione zostało szerzej w przemówieniu kluczowym „Jedyne światło”, opartym na 59 i 60 rozdziale Księgi Izajasza, wygłoszonym przez Fredericka W. Franza. Zachęcił on do śmiałego kontynuowania dzieła świadczenia o nowym świecie pod panowaniem Królestwa Bożego. Natomiast w przemówieniu „Prezentowanie, miecza ducha’” Nathan H. Knorr ogłosił, że aby dopomóc uczestnikom zgromadzenia w usłuchaniu sygnału „Naprzód!”, przygotowano nowe wydanie angielskiej Biblii króla Jakuba, wydrukowane na prasach Towarzystwa Strażnica w Biurze Głównym i uzupełnione konkordancją opracowaną specjalnie z myślą o służbie kaznodziejskiej Świadków Jehowy.
Ze względu na spodziewany przyrost w szeregach Świadków Jehowy ogłoszono wprowadzenie współpracy w zborach – co sześć miesięcy – przez tzw. sług dla braci (obecnie nadzorców podróżujących). Na ten wzrost i rozwój działalności zwrócił uwagę William E. Van Amburgh. Nathan H. Knorr w przemówieniu: „Jefte i jego ślub” zwrócił uwagę na potrzebę większej ilości pionierów. Na apel o 10 tysięcy pionierów, wielu podjęło się tej pełnoczasowej działalności kaznodziejskiej. Program kongresu podkreślił, że trwały pokój może ustanowić wyłącznie Królestwo Boże, realny rząd Boży, a nie organizacja utworzona przez ludzi. Przewodniczącym zgromadzenia był Hayden C. Covington.
Po zakończeniu serii kongresów, w roku 1942 wydano w języku angielskim publikacje Report of the „Glad Nations” Theocratic Assembly (Sprawozdanie z teokratycznego zgromadzenia Świadków Jehowy pod hasłem „Nowy Świat” (z całego świata)).

## Zgromadzenia w Stanach Zjednoczonych
Albany (1750 obecnych), Atlanta (1504), Baltimore (3009), Baton Rouge (840), Bernalillo (450), Binghamton (1465), Birmingham (2200), Bismarck (1000), Buffalo (2000), Charleston SC (600), Charleston WV (1576), Charlotte (2500), Chicago (4249), Cleveland (26 000), Dallas (3200), Deadwood (391), Denver (1900), Des Moines (1744), Detroit (6000), Duluth (1300), El Paso (400), Emmett (573), Fresno (1500), Great Falls (865), Houston (1700), Kansas City (2278), Klamath Falls (1040), Knoxville (326), Lincoln (1150), Little Rock (1100), Los Angeles (8500), Louisville (2400), Madison (1700), Memphis (1550), Minneapolis (3500), Mobile (875), Nowy Jork (10 000), Oklahoma City (3000), Phoenix (758), Portland (1519), Providence (3000), Richmond (1800), Rockport (450), Salt Lake City (406), San Antonio (1350), San Francisco (3300), Seattle (3000), Spokane (2000), Springfield (2100), Tampa (1100), Waycross (835), Wichita (1836).

## Zgromadzenia na świecie
- Argentyna: jedno zgromadzenie[1];
- Australia: 7 zgromadzeń pomimo zakazu działalności[a][1][21];
- Brazylia: Hotel Terminaus w São Paulo[22]; połączenie telefoniczne z kongresem w Cleveland; 721 obecnych, 10 osób zostało ochrzczonych[1];
- Gujana (Gujana Brytyjska): 300 obecnych[1];
- Hawaje: Honolulu; 99 obecnych, 9 osób zostało ochrzczonych[1];
- Kanada: St. John’s (Nowa Fundlandia)[1];
- Kuba: Hawana; 828 obecnych, 68 osób zostało ochrzczonych[1];
- Meksyk: Meksyk; 1600 obecnych, 121 osób zostało ochrzczonych[1];
- Nigeria: 3 zgromadzenia; 2476 obecnych, 374 osoby zostały ochrzczone[1];
- Norwegia: jedno zgromadzenie[1];
- Nowa Zelandia: 3 zgromadzenia pomimo zakazu działalności[1];
- Południowa Afryka: Johannesburg[23];
- Szwajcaria: Zurych; 2300 obecnych[24];
- Szwecja: jedno zgromadzenie[1];
- Trynidad i Tobago: Princes Town; 371 obecnych[1];
- Wielka Brytania: Belfast, Birmingham, Gravesend, Manchester[25], Newcastle, Nottingham, Londyn, Swansea, Glasgow[1]; ogółem 11 300 obecnych, 502 osoby zostały ochrzczone.

## Kampania informacyjna
W miastach kongresowych zorganizowano kampanię informacyjną, polegającą na rozpowszechnianiu specjalnych zaproszeń na zgromadzenia i przemarszu uczestników z plakatami informującymi o zgromadzeniu.